# Mark Moebius
Mark Moebius (* 8. September 1973 in Summit, New Jersey, USA) ist ein deutscher Komponist.

## Leben
Mark Moebius wurde 1973 in New Jersey, USA geboren. Nach der schulischen Ausbildung nahm er 1994 bis 1997 sein Kompositionsstudium bei Hans Zender an der Hochschule für Musik und Darstellende Kunst in Frankfurt am Main auf. Anschließend schloss sich ein Aufbaustudium bei Hans-Jürgen von Bose an der Musikhochschule München an. Seit 2006 lebt er als freischaffender Komponist in der Uckermark. 
Kompositionsaufträge erhielt er (u. a.) vom Land Rheinland-Pfalz, dem Münchener Kammerorchester, dem Herrenhaus Edenkoben, dem Theater und Philharmonischen Orchester Heidelberg, dem Theater Bielefeld, sowie der Akademie der Künste, Berlin.

## Stipendien und Auszeichnungen
- Erster Preis beim Günter Bialas Kompositionswettbewerb (1999)
- Postgraduiertenstipendium des Freistaates Bayern (2000/01)
- Opernwerkstatt Rheinsberg (2002)
- Stipendiat des Herrenhaus Edenkoben (2003)
- Stipendiat der Konrad-Adenauer-Stiftung (2005)
- Stipendiat der Akademie-Musiktheater-Heute der Deutsche-Bank-Stiftung (2006–2008)
- Komponist für Heidelberg des Theaters & Orchesters Heidelberg (2007/2008)
- Arbeitsstipendium des Landes Brandenburg (Schloss Wiepersdorf)

## Werke
Seit seiner Begegnung mit seinem Lehrer Hans Zender arbeitet Mark Moebius an einer „Neuen Harmonik“. Anders als Hans Zender geht es ihm aber nicht um eine noch größere Unterteilung des zwölftönigen Oktavchromas in ein zweiundsiebziges Oktavplasma, hingegen versucht er das Hörbewusstsein für entferntere oberton- wie untertonreihige Klanggebilde zu verfeinern. Damit hebt er das Schönberg‘sche Verdikt auf, dass höherzahlige Obertöne nur entferntere Dissonanzen seien, die man einfach zwölftönig zu emanzipieren habe. Es geht ihm vielmehr um ein harmonisches Verständnis dieser höherzahligen Obertöne: Gerade weil sie ihren definierten Platz haben, müssen sie nicht „befreit“ werden, sondern sind konstituierend für ein allgemein neu belebtes Harmonieverständnis. Dass Obertöne nicht nur zu statischen Kompositionen taugen, sondern auch szenisch-dramatische Architekturen tragen können, bewies Mark Moebius durch seine Opern Polarlicht, Idilia Dubb und Pinienkerne wachsen nicht in Tüten. Seit jüngster Zeit entwickelt Moebius eine Art „fraktales“ Komponieren, indem er meist einfache Elemente (oder „Motive“) in ihre konstituierenden Bestandteile zerlegt (Bewegung, Rhythmus, Tonhöhen, Harmonik etc.) und sie einer kontinuierlichen Mutation unterzieht, die durch allmähliche Änderung der musikalischen Parameter hervorgerufen wird.
Die Werke von Mark Moebius erscheinen in der Edition Peters.

### Bühnenwerke
- Polarlicht (Opernwerkstatt Rheinsberg, 2004)
- Idilia Dubb (Koblenz, 2005)
- Pinienkerne wachsen nicht in Tüten (Text: Paula Fünfeck), UA: 25. November 2007, Theater & Orchester Heidelberg
- Helges Leben. Oper (zusammen mit Karola Obermüller). Libretto: ? (nach Sibylle Berg). UA 31. Mai 2009 Bielefeld (Theater)
- Immer mit dem Strom Kinderoper. (Haus Quillo, Falkenhagen, Uckermark)

### Orchesterwerke
- Sinfonie (2000)
- Achromatic Point für Streichorchester (2005)
- Portrait of a Business Woman für Klavier und Orchester

### Kammermusik
- 3. Streichquartett Akrostichon (2000)
- Zwei neue Fantasiestücke für Violoncello und Klavier (2002)
- Streichtrio (2003)